# Moya (Grenada)
Moya ist eine Siedlung im Parish Saint Andrew im Osten von Grenada.

## Geographie
Die Siedlung liegt an der Küste, nördlich des ehemaligen Flughafens Grenada-Pearls und von Upper Pearls.
Im Umkreis liegen die Siedlungen Hermon, Belair und Conference.
Im Ort befindet sich die Moyah Seventh Day Adventist (SDA) Church.